# Nicolas Lhuillier
Pour les articles homonymes, voir Lhuillier.
Nicolas Lhuillier, ou Nicolas François Daniel Lhuillier, écrit parfois L'Huilier, est un sculpteur français, né en 1736 et mort le 8 juin 1793.

## Biographie
Formé et vivant à Rome pendant plusieurs années, où il est employé comme dessinateur auprès de Charles-Louis Clérisseau et de Piranèse, il revient à Paris au début des années 1770, en compagnie du sculpteur Laurent Guyard. Il travaille notamment comme sculpteur ornemaniste pour François-Joseph Bélanger à l'hôtel de Lauragais, puis pour le comte d'Artois, à Maisons et à Bagatelle, où il réalise des décors pour le vestibule, la salle à manger et le salon, entre 1777-1778. Il travaille également aux écuries de la comtesse d'Artois, en 1778, du comte d'Artois, à la faisanderie du Vésinet et à l'église du Mesnil-le-Roi.
Aux côtés d'autres artistes, comme Jean-Démosthène Dugourc, Pierre-Adrien Pâris, etc., il était considéré comme l'introducteur en France d'un répertoire ornemental résolument inspiré des motifs antiques, arabesques, béliers, centaures, festons, griffons, masques, rinceaux, sphynges, etc. qui connaît un grand succès dans les années 1770-1790.
En 1788, il a travaillé à la décoration de la fontaine des Innocents qui venait d'être déplacée et confiée aux talents de Bernard Poyet, alors architecte de la ville de Paris, et de Legrand et Molinos, architectes des monuments publics. Les sieurs L’Huillier, Mézières et Daujon en ont exécuté les ornemen(t)s et bas-reliefs qui restaient à faire dont les vasques et les lions.
Il est l'auteur et illustrateur vers 1772 du Recueil d'estampes Livre d'ornements à l'usage des artistes dessiné par L'Huilier et gravés par Doublet et Romæ Delineaverunt (en ligne). Il a le plus souvent signé ses planches Lhuilier et parfois L'Huilier.
Il possédait une importante collection de moulages de sculptures et d'ornements antiques constituées à Rome, et achetée après sa mort par François-Joseph Bélanger à ses héritières.